# Эксцентриситет орбиты

Эллиптическая орбита с эксцентриситетом 0,7 (красным), параболическая орбита (зелёным) и гиперболическая орбита с эксцентриситетом 1,3 (синим)

Эксцентрисите́т орбиты (обозначается «{\displaystyle e}» или «ε») — числовая характеристика орбиты небесного тела (или космического аппарата), которая характеризует «сжатость» орбиты. В общем случае орбита небесного тела представляет собой коническое сечение (то есть эллипс, параболу, гиперболу или прямую), а эксцентриситет орбиты есть эксцентриситет соответствующей кривой. Орбиты многих тел Солнечной системы представляют собой эллипсы.

## Вычисление эксцентриситета орбиты
По внешнему виду орбиты можно разделить на пять групп:
- {\displaystyle \varepsilon =0} — окружность,
- {\displaystyle 0<\varepsilon <1} — эллипс,
- {\displaystyle \varepsilon =1} — парабола,
- {\displaystyle 1<\varepsilon <\infty } — гипербола.
- {\displaystyle \varepsilon =\infty } — прямая (вырожденный случай).

Для эллиптических орбит эксцентриситет вычисляется по формуле
{\displaystyle \varepsilon ={\sqrt {1-{\frac {b^{2}}{a^{2}}}}}}, где {\displaystyle b} — малая полуось, {\displaystyle a} — большая полуось эллипса.
Для гиперболических орбит эксцентриситет вычисляется по формуле
{\displaystyle \varepsilon ={\sqrt {1+{\frac {b^{2}}{a^{2}}}}}}, где {\displaystyle b} — мнимая полуось, {\displaystyle a} — действительная полуось гиперболы.

## Некоторые эксцентриситеты орбиты
В таблице ниже приведены эксцентриситеты орбиты для некоторых небесных тел (отсортированы по величине большой полуоси орбиты, кроме 1I/Оумуамуа и C/2019 Q4 (Борисова), у которых гиперболические орбиты, и кроме спутников, которые выделены серым цветом).
| Небесное тело | Эксцентриситет орбиты {\displaystyle \varepsilon } | Эксцентриситет орбиты {\displaystyle \varepsilon } |
| ------------- | -------------------------------------------------- | -------------------------------------------------- |
| Меркурий      | 0,205                                              | 0.205                                              |
| Венера        | 0,007                                              | 0.007                                              |
| Земля         | 0,017                                              | 0.017                                              |
| Луна          | 0,05490                                            | 0.0549                                             |
| (3200) Фаэтон | 0,8898                                             | 0.8898                                             |
| Марс          | 0,094                                              | 0.094                                              |
| Юпитер        | 0,049                                              | 0.049                                              |
| Ио            | 0,004                                              | 0.004                                              |
| Европа        | 0,009                                              | 0.009                                              |
| Ганимед       | 0,002                                              | 0.002                                              |
| Каллисто      | 0,007                                              | 0.007                                              |
| Сатурн        | 0,057                                              | 0.057                                              |
| Титан         | 0,029                                              | 0.029                                              |
| Комета Галлея | 0,967                                              | 0.967                                              |
| Уран          | 0,046                                              | 0.046                                              |
| Нептун        | 0,011                                              | 0.011                                              |
| Нереида       | 0,7512                                             | 0.7512                                             |
| Плутон        | 0,244                                              | 0.244                                              |
| Хаумеа        | 0,1902                                             | 0.1902                                             |
| Макемаке      | 0,1549                                             | 0.1549                                             |
| Эрида         | 0,4415                                             | 0.4415                                             |
| Седна         | 0,85245                                            | 0.85245                                            |
| 1I/Оумуамуа   | 1,1995                                             | 1.1995                                             |
| 2I/Borisov    | 3,36                                               | 3.36                                               |

Эксцентриситет инвариантен относительно движений плоскости и преобразований подобия.